# Maratona de edição

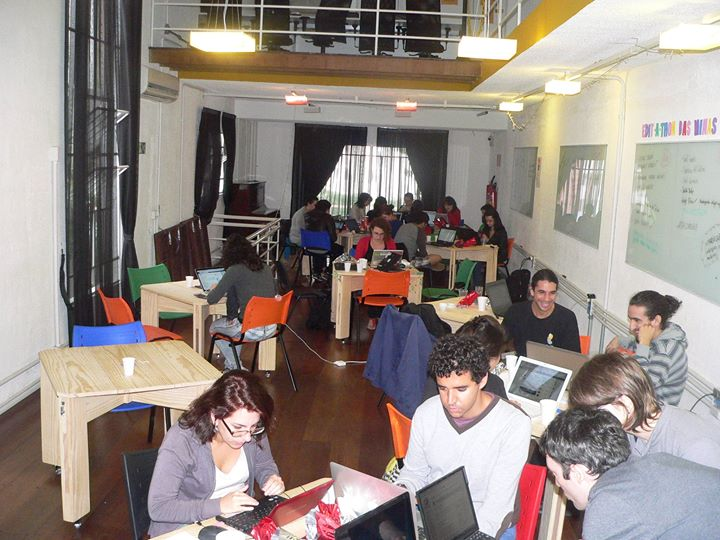
Uma editatona em São Paulo, Brasil

Editatona ou maratona de edição (em inglês: editathon, edit-a-thon) é um evento em comunidades virtuais de projetos como Wikipédia e OpenStreetMap, durante o qual editores se reúnem para editar e melhorar um tema ou tipo específico de conteúdo, geralmente incluindo um treinamento em edição básica para novos editores. A palavra é uma combinação das palavras "editar" (edit) e "maratona" (marathon).
As editatonas da Wikipédia ocorrem em sedes de capítulos locais do projeto ou em instituições culturais como museus ou bibliotecas, e já incluíram temas como patrimônio cultural, coleções de museus, história, arte, feminismo, entre outros.